# Socket AM1
Le socket AM1 est un socket conçu par AMD, lancé en avril 2014 pour les SoC pour PC de bureau. Le socket AM1 est destiné à une classe de processeurs qui contiennent à la fois un GPU intégré et un chipset, formant essentiellement une implémentation complète du SoC, et en tant que tel, possède des broches pour l’affichage, PCI Express, SATA et d’autres interfaces d’E/S directement dans le socket. Les premiers processeurs compatibles d’AMD, désignés sous le nom d’APU, sont 4 puces socketables de la famille Kabini de microarchitecture  Jaguar, commercialisées sous les marques Athlon et Sempron et annoncées le 9 avril 2014. Le socket AM1 a d’abord été commercialisé sous le nom de socket FS1b avant sa sortie.
Les marques sont Athlon et Sempron. Les microarchitectures sous-jacentes sont Jaguar et Puma. Tous les produits sont des SoC, ce qui signifie que le chipset se trouve sur la puce de l'APU et non sur la carte mère.
Bien que les processeurs pour PC portables AMD soient disponibles dans un boîtier à 722 broches (le socket FS1), il n’est pas clair si ces processeurs pour ordinateurs portables sont compatibles avec le socket AM1 ou vice versa.
Son homologue pour PC portables est le socket FT3 (BGA-769).

## Produits

### APU
- Nom de code : Kabini
- Procédé de fabrication : GlobalFoundries 28 nm
- Cache L1 : 64 KB (32 KB données + 32 KB instructions) par cœur
- Processeur graphique intégré : Graphics Core Next (GCN) de 2e génération

| Marque  | Modèle | CPU             | CPU                       | CPU                       | CPU    | CPU   | GPU                | GPU          | GPU             | Lignes PCIe | Support mémoire      | TDP (W) | Date de sortie | Prix (USD) |
| Marque  | Modèle | Cœurs (threads) | Fréquence d'horloge (GHz) | Fréquence d'horloge (GHz) | Cache  | Cache | Modèle             | Config.      | Fréquence (GHz) | Lignes PCIe | Support mémoire      | TDP (W) | Date de sortie | Prix (USD) |
| Marque  | Modèle | Cœurs (threads) | Base                      | Boost                     | L1     | L2    | Modèle             | Config.      | Fréquence (GHz) | Lignes PCIe | Support mémoire      | TDP (W) | Date de sortie | Prix (USD) |
| ------- | ------ | --------------- | ------------------------- | ------------------------- | ------ | ----- | ------------------ | ------------ | --------------- | ----------- | -------------------- | ------- | -------------- | ---------- |
| Sempron | 2650   | 2 (2)           | 1.45                      | NC                        | 128 KB | 1 MB  | Radeon R3 Graphics | 128:8:4 2 CU | 0.40            | 4 PCIe 2.0  | DDR3-1333 mono canal | 25      | 9 avril 2014   | 34         |
| Sempron | 3850   | 4 (4)           | 1.30                      | NC                        | 256 KB | 2 MB  | Radeon R3 Graphics | 128:8:4 2 CU | 0.45            | 4 PCIe 2.0  | DDR3-1600 mono canal | 25      | 9 avril 2014   | 39         |
| Athlon  | 5150   | 4 (4)           | 1.60                      | NC                        | 256 KB | 2 MB  | Radeon R3 Graphics | 128:8:4 2 CU | 0.60            | 4 PCIe 2.0  | DDR3-1600 mono canal | 25      | 9 avril 2014   | 49         |
| Athlon  | 5350   | 4 (4)           | 2.05                      | NC                        | 256 KB | 2 MB  | Radeon R3 Graphics | 128:8:4 2 CU | 0.60            | 4 PCIe 2.0  | DDR3-1600 mono canal | 25      | 9 avril 2014   | 59         |
| Athlon  | 5370   | 4 (4)           | 2.20                      | NC                        | 256 KB | 2 MB  | Radeon R3 Graphics | 128:8:4 2 CU | 0.60            | 4 PCIe 2.0  | DDR3-1600 mono canal | 25      | 9 avril 2014   | OEM        |

1. ↑  Nb. Unified shaders : Nb. TMU : Nb. ROP et Nb. Compute units (CU)